# Rhododendron yizhangense
Rhododendron yizhangense är en ljungväxtart som beskrevs av Q.X. Liu. Rhododendron yizhangense ingår i släktet rododendron, och familjen ljungväxter. Inga underarter finns listade i Catalogue of Life.